# Division 1 (pallamano maschile)
La Division 1 maschile, conosciuta come Liqui Moly Starligue per motivi di sponsorizzazione, è il massimo campionato francese di pallamano maschile.
Organizzato dalla omonima lega francese posta sotto la FFHB (federazione francese di pallamano), esso si svolge dalla stagione 1952-53 e da allora si è sempre svolto senza interruzioni.
Al di sotto della Division 1 si trovano la Division 2, che rappresenta il campionato di secondo livello ed al quale partecipano 14 squadre e la Nationale 1, suddivisa in due giorni da 14 club ciascuno; tutti questi campionati sono a carattere nazionale. Al di sotto di essi vi sono i vari livelli regionali.
La vittoria nel campionato dà al club vincitore il titolo di campione di Francia per la stagione successiva; a tutto il 2018 la squadra ad avere vinto più titoli è il Montpellier Handball con 14 titoli. A tutto il 2020 le edizioni del torneo disputate sono 68.

## Formula

### Stagione regolare
Il campionato si svolge tra 14 squadre che si affrontano con la formula del girone all'italiana con partite di andata e ritorno.
Per ogni incontro i punti assegnati in classifica sono così determinati:
- due punti per la squadra che vinca l'incontro;
- un punto per entrambe le squadre che pareggino l'incontro;
- zero punti per la squadra che perda l'incontro.

### Verdetti
Al termine del torneo, a seconda del piazzamento delle squadre in classifica, vengono emessi i seguenti verdetti:
- 1ª classificata: viene proclamata campione di Francia ed acquisisce il diritto a partecipare alla fase a gironi della EHF Champions League;
- 2ª classificata: acquisisce il diritto a partecipare alla fase a gironi della EHF Champions League;
- 3ª classificata: acquisisce il diritto a partecipare alla EHF European League;
- 4ª classificata: acquisisce il diritto a partecipare alla EHF European League;
- 5ª classificata: acquisisce il diritto a partecipare alla EHF European League;
- 13ª classificata: retrocede in Division 2;
- 14ª classificata: retrocede in Division 2.

## Albo d'oro
| Edizione | Edizione  | Vincitore                |
| -------- | --------- | ------------------------ |
| 1        | 1952-1953 | Villemomble              |
| 2        | 1953-1954 | ASP Police Paris         |
| 3        | 1954-1955 | ASP Police Paris         |
| 4        | 1955-1956 | Paris Université Club    |
| 5        | 1956-1957 | ASPOM Bordeaux           |
| 6        | 1957-1958 | ASPOM Bordeaux           |
| 7        | 1958-1959 | Paris Université Club    |
| 8        | 1959-1960 | Mulhouse                 |
| 9        | 1960-1961 | Bataillon de Joinville   |
| 10       | 1961-1962 | Paris Université Club    |
| 11       | 1962-1963 | Ivry                     |
| 12       | 1963-1964 | Ivry                     |
| 13       | 1964-1965 | Stade Marseillais        |
| 14       | 1965-1966 | Ivry                     |
| 15       | 1966-1967 | Stade Marseillais        |
| 16       | 1967-1968 | Stella Sports Saint-Maur |
| 17       | 1968-1969 | Stade Marseillais        |
| 18       | 1969-1970 | Ivry                     |
| 19       | 1970-1971 | Ivry                     |
| 20       | 1971-1972 | Stella Sports Saint-Maur |
| 21       | 1972-1973 | Digione                  |
| 22       | 1973-1974 | Paris Université Club    |
| 23       | 1974-1975 | Stade Marseillais        |
| 24       | 1975-1976 | Stella Sports Saint-Maur |
| 25       | 1976-1977 | Strasburgo               |
| 26       | 1977-1978 | Stella Sports Saint-Maur |
| 27       | 1978-1979 | Stella Sports Saint-Maur |
| 28       | 1979-1980 | Stella Sports Saint-Maur |
| 29       | 1980-1981 | Gagny                    |
| 30       | 1981-1982 | Gagny                    |

| Edizione | Edizione  | Vincitore         |
| -------- | --------- | ----------------- |
| 31       | 1982-1983 | Ivry              |
| 32       | 1983-1984 | Stade Marseillais |
| 33       | 1984-1985 | Gagny             |
| 34       | 1985-1986 | Gagny             |
| 35       | 1986-1987 | Gagny             |
| 36       | 1987-1988 | Nîmes             |
| 37       | 1988-1989 | Créteil           |
| 38       | 1989-1990 | Nîmes             |
| 39       | 1990-1991 | Nîmes             |
| 40       | 1991-1992 | Vénissieux        |
| 41       | 1992-1993 | Nîmes             |
| 42       | 1993-1994 | OM Vitrolles      |
| 43       | 1994-1995 | Montpellier       |
| 44       | 1995-1996 | OM Vitrolles      |
| 45       | 1996-1997 | Ivry              |
| 46       | 1997-1998 | Montpellier       |
| 47       | 1998-1999 | Montpellier       |
| 48       | 1999-2000 | Montpellier       |
| 49       | 2000-2001 | Chambéry          |
| 50       | 2001-2002 | Montpellier       |
| 51       | 2002-2003 | Montpellier       |
| 52       | 2003-2004 | Montpellier       |
| 53       | 2004-2005 | Montpellier       |
| 54       | 2005-2006 | Montpellier       |
| 55       | 2006-2007 | Ivry              |
| 56       | 2007-2008 | Montpellier       |
| 57       | 2008-2009 | Montpellier       |
| 58       | 2009-2010 | Montpellier       |
| 59       | 2010-2011 | Montpellier       |
| 60       | 2011-2012 | Montpellier       |

| Edizione | Edizione  | Vincitore           |
| -------- | --------- | ------------------- |
| 61       | 2012-2013 | Paris               |
| 62       | 2013-2014 | Dunkerque           |
| 63       | 2014-2015 | Paris-Saint Germain |
| 64       | 2015-2016 | Paris-Saint Germain |
| 65       | 2016-2017 | Paris-Saint Germain |
| 66       | 2017-2018 | Paris-Saint Germain |
| 67       | 2018-2019 | Paris-Saint Germain |
| 68       | 2019-2020 | Paris-Saint Germain |
| 69       | 2020-2021 | Paris-Saint Germain |
| 70       | 2021-2022 | Paris-Saint Germain |
| 71       | 2022-2023 | Paris-Saint Germain |
| 72       | 2023-2024 | Paris-Saint Germain |

### Riepilogo tornei vinti per club
| Club                     | Vittorie | Edizioni |
| ------------------------ | -------- | --- |
| Montpellier              | 14       | 1994-1995, 1997-1998, 1998-1999, 1999-2000, 2001-2002, 2002-2003, 2003-2004, 2004-2005, 2005-2006, 2007-2008, 2008-2009, 2009-2010, 2010-2011, 2011-2012 |
| Paris-Saint Germain      | 11       | 2012-2013, 2014-2015, 2015-2016, 2016-2017, 2017-2018, 2018-2019, 2019-2020, 2020-2021, 2021-2022, 2022-2023, 2023-2024                                  |
| Ivry                     | 8        | 1962-1963, 1963-1964, 1965-1966, 1969-1970, 1970-1971, 1982-1983, 1996-1997, 2006-2007                                                                   |
| Stella Sports Saint-Maur | 6        | 1967-1968, 1971-1972, 1975-1976, 1977-1978, 1978-1979, 1979-1980                                                                                         |
| Stade Marseillais        | 5        | 1964-1965, 1966-1967, 1968-1969, 1974-1975, 1983-1984 |
| Gagny                    | 5        | 1980-1981, 1981-1982, 1984-1985, 1985-1986, 1986-1987 |
| Paris Université Club    | 4        | 1955-1956, 1958-1959, 1961-1962, 1973-1974 |
| Nîmes                    | 4        | 1987-1988, 1989-1990, 1990-1991, 1992-1993 |
| ASP Police Paris         | 2        | 1953-1954, 1954-1955 |
| ASPOM Bordeaux           | 2        | 1956-1957, 1957-1958 |
| OM Vitrolles             | 2        | 1993-1994, 1995-1996 |
| Villemomble              | 1        | 1952-1953 |
| Mulhouse                 | 1        | 1959-1960 |
| Bataillon de Joinville   | 1        | 1960-1961 |
| Digione                  | 1        | 1972-1973 |
| Strasburgo               | 1        | 1976-1977 |
| Créteil                  | 1        | 1988-1989 |
| Vénissieux               | 1        | 1991-1992 |
| Chambéry                 | 1        | 2000-2001 |
| Dunkerque                | 1        | 2013-2014 |